# Колос Анатолій Вікторович
Анатолій Вікторович Колос — радянський і український митник, голова Державного митного комітету України в 1993—1994 роках[1][2]. Почесний митник України, відмінник прикордонної служби СРСР, Відмінний прикордонник України.

## Життєпис[ред. | ред. код]
Освіта: Кишинівський державний університет, юрист.
З 1958 — автослюсар на Ізмаїльській автобазі № 8 (Одеська область). 1961—1964 — військова служба. Потім — контролер, інспектор, старший інспектор Ізмаїльської митниці Головного митного управління Мін-ва зовнішньої торгівлі СРСР. 1977—1982 — заступник начальника Вадул-Сіретської митниці, 1982-1987 — начальник Айратамської митниці, 1987-1988 — начальник Термезької митниці Головного  управління Державного митного контролю при РМ СРСР. 1988-93 — начальник Львівської митниці.
Від березня 1993-го до жовтня 1994 року — голова Державного митного комітету України.
Від вересня (жовтня) 1994 до березня 1997 — начальник Центру територіального митного управління Держмиткому. З березня 1997 року — на пенсії.
Державний радник митної служби II рангу (1995).
З 2001 року — голова Спілки ветеранів митної служби України; 2008 року опинився серед 5 перших осіб, внесених у новостворену «Книгу пошани Держмитслужби»[3].
Одружений; має дочку.